# Järnträ

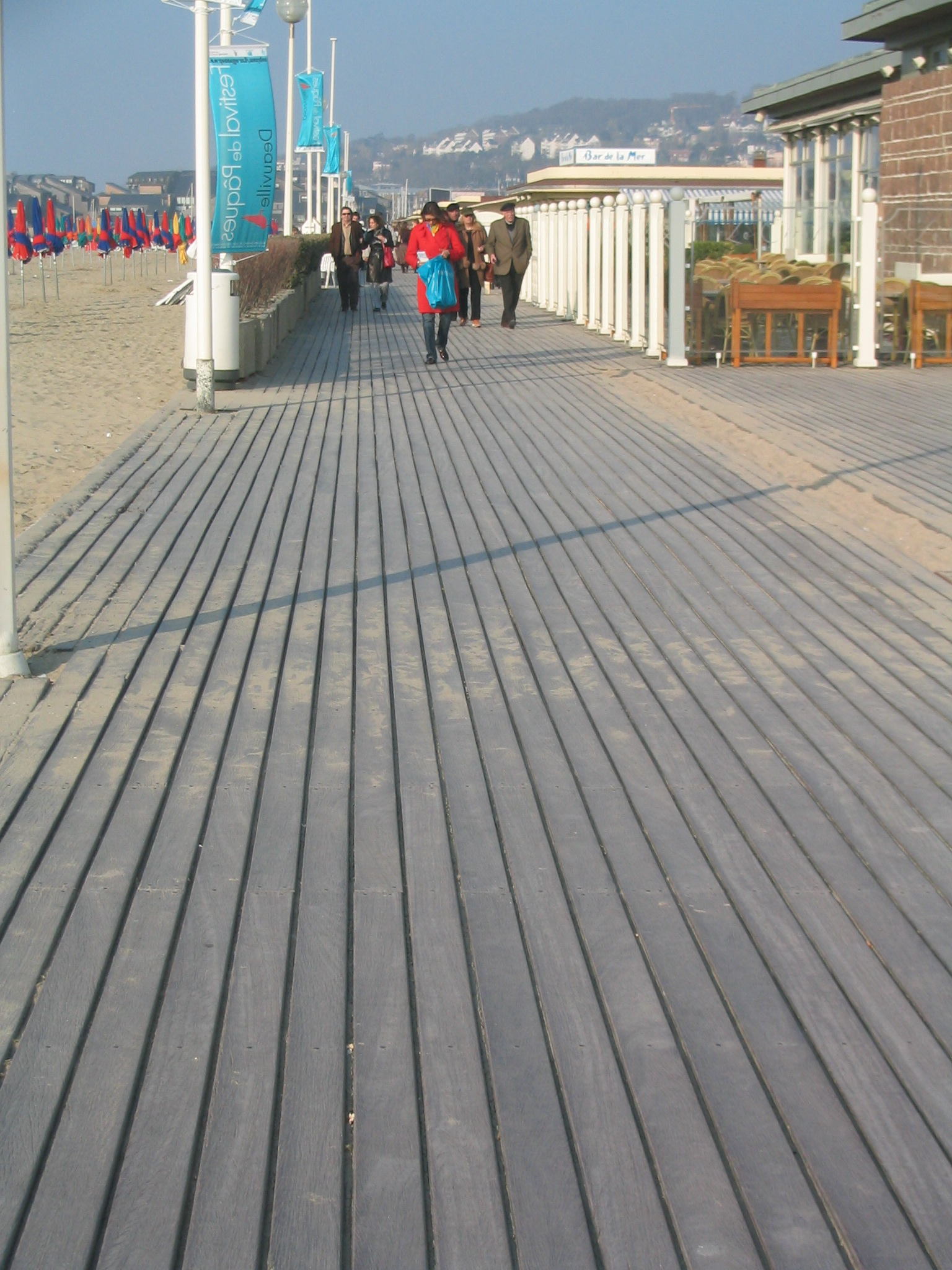
Strandpromenaden i Deauville med trall av azobé, utlagd 1923

Järnträ är beteckning på virket från ett antal olika träslag, med mycket stor hårdhet och täthet, och som kommit till stor användning. Järnträ kommer huvudsakligen från tropiska områden, men även i Europa finns ett träd, som lämnar mycket hårt virke, nämligen järneken eller kristtorn, Ilex aquifolium. Denna har 
tidigare funnits även i Bohuslän.
Detta hårda virke är inte specifikt utmärkande för någon viss växtfamilj, utan erhålls från träd tillhörande en mängd olika familjer. Bland de mera kända trädslagen kan nämnas Afzelia bijuga, Casuarina equisetifolia, Ixora ferrea, Mesua ferrea med flera.